# Chiquilladas (Editorial Novaro)
Chiquilladas, luego rebautizada como Chiquilladas en T.V., fue una revista de historietas publicada por Editorial Novaro a partir de 1952. Constó de 971 números ordinarios en su Serie Clásica y 23 en la Serie Colibrí.
Presentaba diversas historietas, generalmente procedentes de Dell Comics, como Angelita, Anita, la muñeca de trapo, Benito y su serpiente marina, Carlitos Macarti,  Frosti, el Muñeco de Nieve y Tío Virgilio. Posteriormente, la misma editorial lanzó otras cabeceras misceláneas, como Aventura y Domingos Alegres, ambas en 1954.